# Guayabal
Guayabal – miasto w Wenezueli, w stanie Guárico.